# Torynorrhina scutellata
Torynorrhina scutellata är en skalbaggsart som beskrevs av Renaud Maurice Adrien Paulian 1960. Torynorrhina scutellata ingår i släktet Torynorrhina och familjen Cetoniidae. Inga underarter finns listade i Catalogue of Life.